# Drzewa pestkowe
Drzewa pestkowe – grupa roślin sadowniczych, których owocem jest pestkowiec. Do drzew pestkowych zalicza się m.in.: brzoskwinię, czereśnię, nektarynkę, migdałowca, morelę, oliwkę, orzecha włoskiego, śliwę, wiśnię. Drzewa te wykazują pewne wspólne cechy i podobne wymagania w zakresie pielęgnacji, nawożenia, itp. Nazwa ta ma znaczenie również w fitopatologii, niektóre bowiem choroby roślin są wspólne dla różnych gatunków drzew pestkowych, np. brunatna zgnilizna drzew pestkowych czy drobna plamistość liści drzew pestkowych
Pozostałe grupy roślin sadowniczych to drzewa ziarnkowe i rośliny jagodowe.